# Spojovník
Spojovník (-) čili spojovací čárka neboli tiret, tiré, polygraficky divis (z franc. diviser dělit) je grafický znak v podobě vodorovné čárky (anglicky hyphen, německy Viertelgeviertstrich, Bindestrich aj., rusky дефис, dříve дивизъ nebo чёрточка). Stejné znaménko plní též roli rozdělovníku na konci řádku.
Spojovník není členicí neboli interpunkční znaménko.[zdroj⁠?!] Slouží ke spojení dvou slov v jeden celek, ke spojení neslovního výrazu se slovem a k naznačení, že část slova na konci jednoho řádku a část slova na začátku dalšího řádku tvoří jedno slovo. Spojovník je součástí slova nebo souslovného celku, proto se neodděluje mezerou. Vzhledově podobným grafickým znakem se zapisuje interpunkční znaménko pomlčka (–) a matematický operátor minus (−), s nimiž by se spojovník neměl zaměňovat, protože mají odlišnou funkci.

## Užití spojovníku
- Spojuje některá víceslovná osobní a místní jména: Rimskij-Korsakov, Anna-Marie, habsbursko-lotrinská dynastie, Frýdek-Místek, Rakousko-Uhersko, užívá se k označení městských částí a okresů, tvořených dvěma jednoslovnými výrazy: Praha-Vinohrady, Brno-venkov, u víceslovných označení se spíše užívá pomlčka oddělená mezerami: Praha 10 – Zahradní Město, avšak v rámci jednoho textu či seznamu by způsob psaní měl být jednotný;[1]
- spojuje dvě podstatná jména v souřadných dvojicích: malíř-lakýrník; je třeba rozlišovat: ve dvojicích, kde druhá část je specifikací první, se spojovník nepíše: matematik statistik;
- spojuje několikanásobná přídavná jména a přídavná jména ve vztahu vzájemnosti: hospodářsko-politická situace, labsko-oderská plavba, česko-německý slovník, neužívá se ve složeninách, kde je jedno přídavné jméno závislé na druhém: vysokoškolský, občanskoprávní, v těchto případech je proto třeba důsledně rozlišovat spojení těsná od spojení spojovníkem: žluto-zelený (žlutý i zelený), žlutozelený (ze smíchané barvy), kulturně-politický (kulturní a politický), kulturněpolitický (týkající se kulturní politiky);
- spojení neslovního výrazu se slovem, k němuž se vztahuje: C-vitamín, alfa-záření, 3-methylpentan; užívá se výhradně v případech, kdy neslovní výraz stojí před slovem; v opačném případě se spojovník nepíše: vitamín C, záření alfa;
- spojení neslovních výrazů, např. číslo jednací (čj. 20-D-315/X), ISBN (80-204-0105-9);
- některá přejatá slova: ping-pong, moucha tse-tse;
- naznačení, že část slova chybí: dvou- a třílůžkové pokoje, doplňte -i, -í / -y, -ý;
- spojka nebo částice -li, připojená k předchozímu slovu: bude-li, víš-li, chceme-li; pokud však je -li pouze součástí jediné složené spojky, píše se bez spojovníku, čili dohromady: zdali, pakli, jestli, neboli (pravopis nebo-li je považován za zastaralý, resp. chybný);
- mezi částmi slova k naznačení skandované výslovnosti: ne-va-dí, ne-va-dí!;
- jako rozdělovník mezi částmi slova, aby se vyjádřila sounáležitost těchto částí: dělení slov na konci řádku, např. pře-|stavět, ba-|bička, a to mezi slabičnými částmi. Pokud je třeba rozdělit slovo se spojovníkem (spojovník vyjde na konec řádku), např. bude-li, píše se (sází se) spojovník i na začátku následujícího řádku: bude-|-li, Frýdek-|-Místek. (Např. ve Wordu lze ošetřit tak, že první spojovník napíšeme jako volitelné rozdělení (klávesovou zkratkou Ctrl+-), druhý jako nerozdělitelný spojovník (Ctrl+Shift+-), který je v sadě speciálních znaků nazván nerozdělitelná pomlčka.

## Spojovník, pomlčka,minus
Velmi zjednodušeně lze říci, že pomlčka se klade mezi slova, spojovník mezi části slov. Spojovník je třeba – pokud to dané písmo umožňuje – důsledně odlišovat od pomlčky, protože jejich funkce je odlišná. Spojovníkem se v kvalitní sazbě nikdy nenahrazuje ani pomlčka, ani znaménko minus.[zdroj?]
V některých případech je alternativou spojovníku (psaného bez mezer) pomlčka psaná s mezerami, např. „Praha-Nové Město“ lze psát také jako „Praha – Nové Město“. Volba se řídí jednak jednotností v rámci textu, jednak dalšími úrovněmi jeho členění, např. „trasa výletu Praha-Velká Chuchle – Černošice-Mokropsy“, kde je třeba, aby názvy jednotlivých míst byly kompaktnější. V těchto a v některých dalších mezních typech případů jazykový úzus i pravidla kolísají nebo nejsou zcela konzistentní.